# Averroes

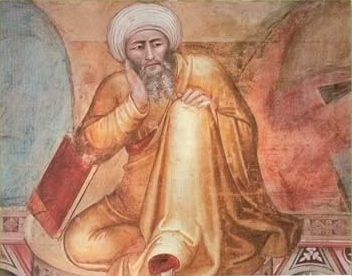
Averroes (Ausschnitt eines Gemäldes von Andrea Bonaiuto, 14. Jahrhundert)

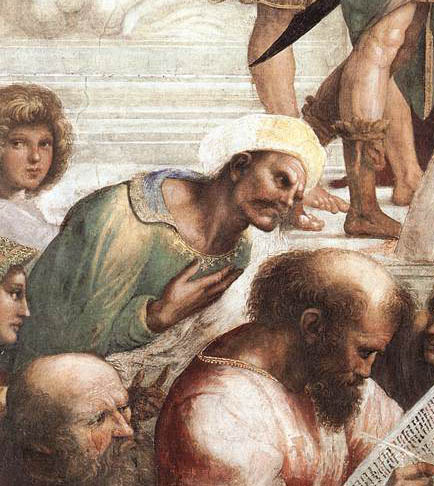
Averroes (Ausschnitt aus dem Fresko Die Schule von Athen, 16. Jahrhundert)

Abū l-Walīd Muhammad ibn Ahmad Ibn Ruschd (arabisch أبو الوليد محمد ابن أحمد ابن رشد, DMG Abū l-Walīd Muḥammad ibn Aḥmad Ibn Rušd), kurz Ibn Ruschd, latinisiert Averroes – auch Averroës oder Averrhoës – (geboren am 14. April 1126 in Córdoba; gestorben am 10. Dezember 1198 in Marrakesch), war ein andalusischer Philosoph, muslimischer  Gelehrter, Jurist, Arzt und arabischsprachiger Schriftsteller. Er war Hofarzt der berberischen Dynastie der Almohaden von Marokko.
Averroes verfasste eine medizinische Enzyklopädie und fast zu jedem Werk von Aristoteles einen Kommentar. In der christlichen Scholastik des Mittelalters, auf die er großen Einfluss ausübte, wurde er deshalb als „der Kommentator“ bezeichnet (italienisch il commentatore, geprägt von Dante), so wie Aristoteles gelegentlich nur „der Philosoph“ genannt wurde. Eine Darstellung von Averroes wurde sogar von Raffael in sein Fresko Die Schule von Athen aufgenommen.
Averroes sah in der Logik die einzige Möglichkeit des Menschen, glücklich zu werden. Die aristotelische Logik lieferte für ihn die Möglichkeit, aus den Daten der Sinne zur Erkenntnis der Wahrheit zu kommen. Die Logik war für ihn das Gesetz des Denkens und der Wahrheit.

## Leben und Wirken
Averroes wurde 1126 in Córdoba in eine Juristenfamilie geboren. Er studierte Recht, Medizin und Philosophie und war auch darüber hinaus ein sehr gebildeter Mensch. Im Jahre 1168 oder 1169 soll er von Ibn Tufail dem Fürsten Abu Yaqub Yusuf I. vorgestellt worden sein, welcher ihn in einem Gespräch fragte, was denn die Ansicht der Philosophen über die Ewigkeit des Himmels sei. Averroes aber war eingeschüchtert und behauptete, sich nicht mit Philosophie zu beschäftigen. Also begann der Fürst ein Gespräch mit Ibn Tufail und zeigte dabei seine große Kenntnis der islamischen Philosophie und ihrer Fragestellungen. Averroes begann sich dann doch in das Gespräch einzumischen und bekam schließlich den Auftrag, alle Werke von Aristoteles neu zu ordnen und zu kommentieren, um dem Islam »rein und vollständig die Wissenschaft« zu geben. Er führte ein vielfältiges, auch die Beschäftigung mit Politik nicht aussparendes Leben, so war er 1169 Richter in Córdoba und Sevilla und 1182 wurde er Leibarzt des mittlerweile zum Kalifen gewordenen Abu Yaqub. Jedoch hielt er auch diese Stellung nur kurz und wurde wieder Richter in seiner Heimatstadt. Wie für alle spanisch-arabischen Philosophen waren auch für Ibn Ruschd die politischen Verhältnisse jener Zeit ungünstig. Die islamischen Herrscher bedurften eher der Unterstützung durch Theologen. Averroes’ Aufforderungen an die Menschen, ihre Vernunft zu gebrauchen, brachten ihn in Konflikt mit den Sichtweisen der islamischen Orthodoxie. Unter Kalif Yaʿqūb al-Mansūr (1184–1199), dem Sohn und Nachfolger von Abu Yaqub, stand Averroes zunächst in der Gunst des Herrschers, doch 1195 fiel er in Ungnade. Der Kalif, der sich auf einem Feldzug in Spanien befand, meinte auf die Unterstützung orthodoxer Kräfte angewiesen zu sein. Daher wurde Averroes nach Lucena, einer Kleinstadt südlich von Córdoba, verbannt; seine Werke wurden verboten und ihre Verbrennung angeordnet. Averroes durfte erst 1197 nach Marrakesch zurückkehren, wo er ein Jahr später verstarb. Er wurde zuerst in Marrakesch begraben, später wurde sein Leichnam zum Familiengrab nach Córdoba gebracht.

## Werk und Philosophie

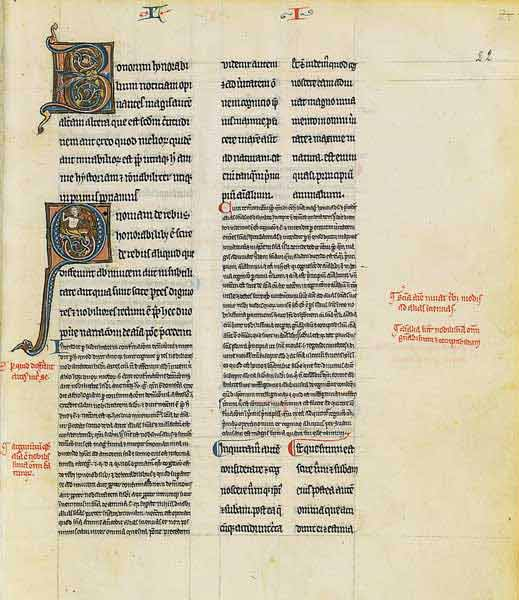
Averroes, Kommentar zu De anima von Aristoteles, 13. Jh.

Averroes war ein offener und kritischer Geist seiner Zeit. In seiner Beschäftigung mit Aristoteles ging er so systematisch wie nur möglich voran und interpretierte ihn wie niemand zuvor. Er schrieb Kommentare in mehreren Abstufungen, kürzere, mittlere und größere und machte sich als Kommentator von Aristoteles einen Namen. Sogar Dante erwähnt ihn in dieser Funktion in seiner Göttlichen Komödie. Aristoteles ist dabei für Averroes der vollkommenste Mensch, der im Besitze der unfehlbaren Wahrheit gewesen sei und sich den Menschen aber nur einmalig gezeigt habe. Er sei die inkarnierte Vernunft gewesen. Seine eigene Philosophie baut sehr auf Logik auf, wie es von einem großen Aristoteliker auch nicht anders zu erwarten wäre. Sie beginnt zunächst mit der Frage, ob man überhaupt philosophieren dürfe, ob es vom religiösen Gesetz her erlaubt, verboten, empfohlen oder notwendig sei. In Koranversen wie „Denkt nach, die ihr Einsicht habt!“ findet Averroes nicht nur die Aufforderung an die Muslime, über ihren Glauben nachzudenken, sondern auch, die bestmögliche Beweislage für ihr Denken zu finden, und diese sieht er eindeutig in der Philosophie und zumal in der aristotelischen Beweisführung gegeben. Aber auch Averroes schränkt ein, dass nicht alle Menschen sich mit Philosophie beschäftigen können, sondern nur jene, die einen starken Intellekt besitzen. In Reaktion auf al-Ghazālī teilt er den Koran und dessen Exegese in seinem Werk „Die entscheidende Abhandlung“ in drei Gruppen ein:
1. Klare und evidente Verse, die direkt und für jedermann verständlich sind (etwa „Es gibt keinen Gott außer Gott“)
2. In ihrer Aussage klare Verse, die aber darüber hinaus auch von Personen mit starkem Intellekt interpretiert und reflektiert werden können (etwa „Der Barmherzige hat sich auf dem Thron zurechtgesetzt“, für „Einfache“ so zu verstehen, dass Gott wie ein König auf dem Thron sitze, während „Personen mit starkem Intellekt“ hier schon einen Machtanspruch Gottes erkennen)
3. Verse, bei denen nicht klar ist, ob sie wörtlich oder im übertragenen Sinne zu verstehen sind und bei denen folglich auch die Meinung der Gelehrten abweichen kann (etwa Verse über die Auferstehung oder Ähnliches)

Noch viel direkter greift er al-Ghazālī dann aber in seiner Schrift Die Inkohärenz der Inkohärenz an, der Titel ist in Anlehnung an al-Ghazālīs Die Inkohärenz der Philosophen gewählt. Dort hatte al-Ghazālī die Philosophen vor allem deswegen angegriffen, da sie Unglauben auf Grund von drei Dingen lehrten:
1. Die Urewigkeit der Welt
2. Das Wissen Gottes um die Einzeldinge nur auf allgemeine Weise
3. Die mögliche Auferstehung des Menschen nur mit der Seele, nicht aber dem Leibe

Averroes antwortete auf diese drei Punkte folgendermaßen:
1. Der Koran sage nirgends, dass die Welt aus dem Nichts geschaffen und in der Zeit entstanden sein soll. In den sechs Tagen der Schöpfung schwebte Gottes Thron dem Koran nach sogar „über dem Wasser“, wonach davon auszugehen ist, dass die Welt schon existiert haben könnte. Solche Verse ordnet Averroes der dritten Gruppe der Koranverse zu, wegen deren Interpretation niemand des Unglaubens bezichtigt werden dürfe.
2. Die Philosophen behaupten gar nicht, dass Gott kein Wissen um die Einzeldinge hätte. Sie betonen aber, dass es anders sei als das Wissen der Menschen und dass die Menschen also gar nicht wissen könnten, was Gott alles weiß. Ihr Wissen entstehe Schritt für Schritt, während Gottes Wissen von Ewigkeit her alle Dinge umfasse (siehe Allwissenheit) und daher eine Voraussetzung dafür sei, dass die Einzeldinge nacheinander entstehen.
3. Auch leugnen die Philosophen die Auferstehung nicht und lehren nichts, was im Widerspruch zum Koran stünde. Auch jene Verse ordnet er der dritten Gruppe der Koran-Verse zu. Also dürfe niemand aufgrund einer „anderen“ Interpretation des Unglaubens bezichtigt werden.

Hier setzt sodann sein eigenes philosophisches System an. Allerdings gibt es hier keine eigenständigen Werke mehr, sondern seine Lehre erstreckt sich auf seine zahlreichen Kommentare und Kompendien zu griechischen Autoren, wiewohl er nicht des Griechischen mächtig war. Die Wahrheit sei nach Aristoteles verloren gegangen. Avicenna (Ibn Sina) und anderen wirft er vor, Philosophie mit Theologie verbunden zu haben und somit die Philosophie für Leute wie al-Ghazālī überhaupt erst angreifbar gemacht zu haben.
Auch Averroes beschäftigte sich – wie fast alle islamischen Philosophen – mit dem Intellekt bzw. der Vernunft. So habe nicht jeder Mensch seinen eigenen individuellen potenziellen Intellekt, der ihm die Glückseligkeit ermögliche. Denn es gebe nur „einen“ universalen potenziellen Intellekt. Das Individuum verfüge aber nur über jene Tätigkeiten, die mit der körperlichen Existenz zusammenhängen, die von einer Seele koordiniert würden, einer Seele, die mit dem Körper verbunden sei und mit ihm vergehe. Die geistige Erkenntnis gehöre also nicht in den Bereich des Individuellen.
Jacob Anatoli (um 1194–1256) übersetzte die Werke des Averroes aus dem Arabischen ins Hebräische.

### Medizinisches Werk
In seinen von der Philosophie durchdrungenen medizinischen Werken setzte sich Averroes mit der Fieberlehre Galens und Avicennas auseinander. In kleineren Werken befasste er sich zudem mit Arzneimitteln und der Pharmakologie. Das bedeutendste medizinische Werk ist sein Kitāb al-kullĩyāt fī'ț-țibb (wörtl. Das Buch der gesammelten Werke über die Heilkunde, ins Lateinische als Liber universalis de medicina übersetzt). Die Wirkungsgeschichte dieses Buches war weitreichend. Averroes galt im Mittelalter als Autorität und hat die Medizin des Abendlandes entscheidend beeinflusst. Averroes befasste sich hier mit Anatomie, mit der Physiologie und der Pathologie. Auch Nahrungsmittellehre, Heilmittellehre, Hygiene und Therapeutik wurden behandelt. An vielen Stellen wurde Kritik an Galen deutlich, so nicht nur in der Fieberlehre, sondern auch in einem Traktat über Elemente und Krankheitssymptome. Er zitierte Galen auch häufig kritisch in seinem Theriak-Traktat (Maqāla fī't-tiryāq), der sich auch theoretisch mit Dosierungen befasst und dessen Rezeption Grundlage war für eine komplex quantifizierende Pharmazie.

## Ehrungen

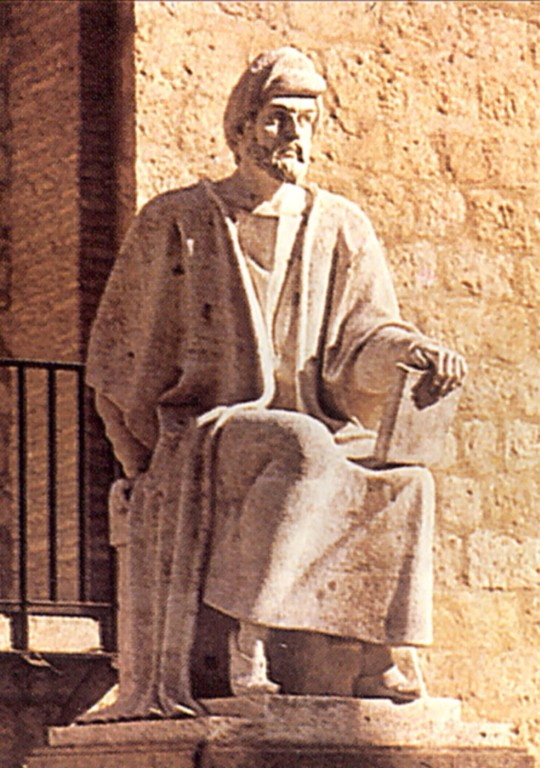
Averroes-Statue, Córdoba (Spanien), von Pablo Yusti Conejo, 1967

- Carl von Linné benannte ihm zu Ehren die Gattung Averrhoa der Pflanzenfamilie der Sauerkleegewächse (Oxalidaceae).[15][16]
- Der Mondkrater Ibn-Rushd wurde nach ihm benannt.
- Die von Seyran Ateş gegründete und im Jahr 2017 eröffnete Ibn-Rushd-Goethe-Moschee in Berlin-Moabit wurde nach ihm benannt.
- Anis Ahmed Dehlavi, Vater des Schriftstellers Salman Rushdie, nahm den Namen „Rushdie“ aus Bewunderung für den Philosophen an.

## Textausgaben und Übersetzungen
arabisch (zum Teil mit Übersetzungen)
- Maroun Aouad (Hrsg.): Averroès (ibn Rušd): Commentaire moyen à la Rhétorique d'Aristote. 3 Bände, Vrin, Paris 2002, ISBN 2-7116-1610-X (kritische Ausgabe mit französischer Übersetzung und Kommentar)
- Charles E. Butterworth (Übers.): Averroes’ Three Short Commentaries on Aristotle’s „Topics“, „Rhetoric“, and „Poetics“. State University of New York Press, Albany 1977, ISBN 0-87395-208-1 (kritische Ausgabe mit englischer Übersetzung)
- Heidrun Eichner (Hrsg.): Averroes: Mittlerer Kommentar zu Aristoteles’ De generatione et corruptione. Schöningh, Paderborn 2005, ISBN 3-506-72899-7 (kritische Ausgabe mit Kommentar).
- Alfred L. Ivry (Hrsg.): Averroës: Middle Commentary on Aristotle’s De anima. Brigham Young University Press, Provo (Utah) 2002, ISBN 0-8425-2473-8 (kritische Ausgabe mit englischer Übersetzung)
- Colette Sirat, Marc Geoffroy: L’original arabe du grand commentaire d’Averroès au De anima d'Aristote. Prémices de l’édition. Vrin, Paris 2005, ISBN 2-7116-1749-1 (mit französischer Übersetzung)
- David Wirmer (Hrsg.): Averroes: Über den Intellekt. Auszüge aus seinen drei Kommentaren zu Aristoteles’ De anima. Arabisch, Lateinisch, Deutsch. Herder, Freiburg 2008, ISBN 978-3-451-28699-5.
- Rüdiger Arnzen (Hrsg.): Averroes on Aristotle’s Metaphysics. An Annotated Translation of the So-called Epitome (= Scientia Graeco-Arabica. 5). De Gruyter, Berlin 2010 (books.google.de).

deutsch
- Patric O. Schaerer (Übers.): Averroes: Die entscheidende Abhandlung. Die Untersuchung über die Methoden der Beweise. Reclam, Stuttgart 2010, ISBN 978-3-15-018618-3.
- Helmut Gätje: Die ‚Parva Naturalia‘ des Aristoteles in der Bearbeitung des Averroës. Untersuchungen zur arabischen Philosophie. Dissertation, Tübingen 1955.
- Helmut Gätje: Die Epitome der ‚Parva Naturalia‘ des Averroës. Harrassowitz Verlag, Wiesbaden 1961.
- Frank Griffel (Übers.): Muḥammad ibn Aḥmad ibn Rushd: Maßgebliche Abhandlung Faṣl al-Maqāl. Verlag der Weltreligionen, Berlin 2010, ISBN 978-3-458-70026-5.
- Max Horten (Übers.): Die Metaphysik des Averroes (1198 †) nach dem Arabischen übersetzt und erläutert. Minerva, Frankfurt a. M. 1960 (Nachdruck der Ausgabe von 1912).
- Max Horten (Übers.): Die Hauptlehren des Averroes nach seiner Schrift: Die Widerlegung des Gazali. Marcus und Webers Verlag, Bonn 1913.
- Marcus Joseph Müller (Übers.): Philosophie und Theologie von Averroes. VCH, Weinheim 1991, ISBN 3-527-17625-X (Nachdruck der Ausgabe München 1875; enthält: al-Kashf'an Manabij al-Adilla fi'Aqa'id al-Milla; Fasl al-Maqal; al-Daminah, Faksimiles bei archive.org).
- Simon van den Bergh (Übers.): Die Epitome der Metaphysik des Averroes, übersetzt und mit einer Einleitung und Erläuterungen versehen. Brill, Leiden 1970 (Nachdruck der Ausgabe von 1924).

englisch
- Charles E. Butterworth (Übers.): Averroes’ Middle Commentary on Aristotle’s Poetics. Princeton University Press, Princeton 1986, ISBN 0-691-07302-3.
- Charles E. Butterworth (Übers.): Averroes’ Middle Commentaries on Aristotle’s Categories and De Interpretatione. Princeton University Press, Princeton 1983, ISBN 0-691-07276-0.
- Helen Tunik Goldstein (Übers.): Averroes’ Questions in Physics. Kluwer Academic Publishers, Dordrecht 1991, ISBN 0-7923-0997-9.
- Simon van den Bergh (Übers.): Averroes’ Tahafut al-tahafut (The Incoherence of the Incoherence). Cambridge University Press, Cambridge 1987, ISBN 0-906094-04-6 (Nachdruck der Ausgabe 1954; zwei Bände in einem).

französisch
- Laurence Bauloye (Übers.): Averroès: Grand commentaire (Tafsīr) de la Métaphysique. Livre Bêta. Vrin, Paris 2002, ISBN 2-7116-1548-0.
- Ali Benmakhlouf, Stéphane Diebler: Averroès: Commentaire moyen sur le De interpretatione. Vrin, Paris 2000, ISBN 2-7116-1441-7.
- Aubert Martin (Übers.): Averroès: Grand commentaire de la Métaphysique d'Aristote. Livre Lam-Lambda. Les Belles Lettres, Paris 1984, ISBN 2-251-66234-0.

lateinisch (mittelalterlich und humanistisch)

Colliget

- Averrois Cordubensis colliget libri VII. Cantica item Avicennae cum eiusdem Commentariis. In: Die medizinischen Kompendien des Averroes und Avicenna (= Aristoteles: Opera Band 10), Minerva, Frankfurt am Main 1962 (Nachdruck der Ausgabe Venedig 1562) [humanistische Übersetzung].
- Bernhard Bürke (Hrsg.): Das neunte Buch (Θ) des lateinischen großen Metaphysik-Kommentars von Averroes. Francke, Bern 1969.
- Francis James Carmody, Rüdiger Arnzen, Gerhard Endress (Hrsg.): Averrois Cordubensis commentarium magnum super libro De celo et mundo Aristotelis. 2 Bände, Peeters, Leuven 2003, ISBN 90-429-1087-9 und ISBN 90-429-1384-3 (books.google.de).
- Gion Darms (Hrsg.): Averroes: In Aristotelis librum II (α) metaphysicorum commentarius. Die lateinische Übersetzung des Mittelalters auf handschriftlicher Grundlage mit Einleitung und problemgeschichtlicher Studie. Paulusverlag, Freiburg (Üechtland) 1966.
- Francis H. Fobes (Hrsg.): Averrois Cordubensis commentarium medium in Aristotelis de generatione et corruptione libros. Mediaeval Academy of America, Cambridge (Mass.) 1956 (medievalacademy.org PDF).
- Marc Geoffroy, Carlos Steel (Hrsg.): Averroès: La béatitude de l’âme. Vrin, Paris 2001, ISBN 2-7116-1519-7 [unechtes Werk, dem Averroes fälschlich zugeschrieben; enthält Lehren des Averroes, stammt aber von einem jüdischen Philosophen]
- Roland Hissette (Hrsg.): Commentum medium super libro peri hermeneias Aristotelis. Translatio Wilhelmo de Luna attributa. Peeters, Leuven 1996, ISBN 90-6831-859-4.
- Roland Hissette (Hrsg.): Commentum medium super libro praedicamentorum Aristotelis. Translatio Wilhelmo de Luna adscripta. Peeters, Louvain 2010, ISBN 978-90-429-2282-2.
- Ruggero Ponzalli (Hrsg.): Averrois in librum V (Δ) metaphysicorum Aristotelis commentarius. Francke, Bern 1971.
- Horst Schmieja (Hrsg.): Commentarium magnum in Aristotelis physicorum librum septimum (Vindobonensis, lat. 2334). Schöningh, Paderborn 2007, ISBN 978-3-506-76316-7.
- Emily L. Shields, Harry Blumberg (Hrsg.): Averrois Cordubensis compendia librorum Aristotelis qui parva naturalia vocantur. Mediaeval Academy of America, Cambridge (Mass.), versio Hebraica 1949 (medievalacademy.org PDF); versio Arabica 1972 (medievalacademy.org PDF)
- Frederick Stuart Crawford (Hrsg.): Averrois Cordubensis commentarium magnum in Aristotelis de anima libros. Mediaeval Academy of America, Cambridge (Mass.) 1953 (medievalacademy.org PDF).
- Beatrice H. Zedler (Hrsg.): Averroes’ Destructio Destructionum Philosophiae Algazelis in the Latin Version of Calo Calonymos. Marquette University Press, Milwaukee 1961

mehrsprachige Digitale Edition
- Digital Averroes Research Environment